# Buticulamicrophilie

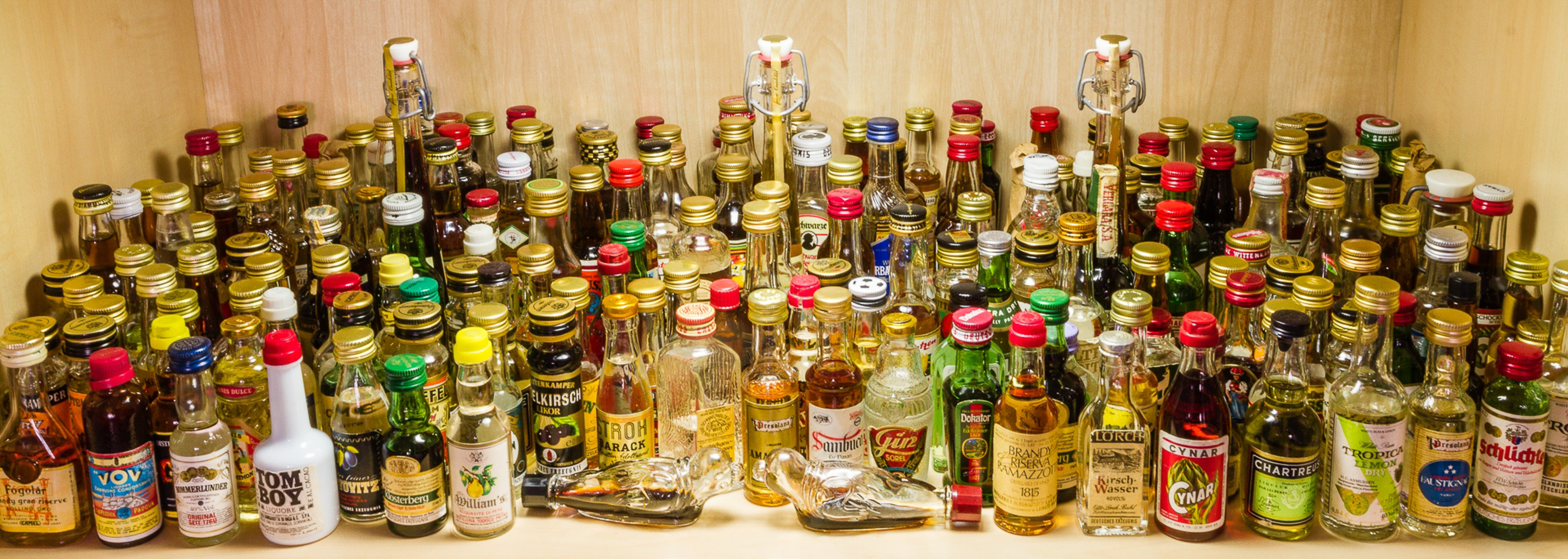
Collection de mignonnettes d'alcool.

La buticulamicrophilie est le loisir qui consiste à collectionner les mignonnettes d’alcool.
On appelle les collectionneurs de bouteilles miniatures, des buticulamicrophiles.
La buticulaphobie est la crainte exagérée des bouteilles.[réf. nécessaire]

## Étymologie
Vient du bas latin buticula (« sorte de vase »), du préfixe micro- et du suffixe -philie.